# Hydrellia tritici
Hydrellia tritici är en tvåvingeart som beskrevs av Daniel William Coquillett 1903. Hydrellia tritici ingår i släktet Hydrellia och familjen vattenflugor. Inga underarter finns listade i Catalogue of Life.